# Parasemo hutchesoni
Parasemo hutchesoni är en insektsart som beskrevs av Larivifre 1999. Parasemo hutchesoni ingår i släktet Parasemo och familjen kilstritar. Inga underarter finns listade i Catalogue of Life.